# عائشة تاكيا
عائشة تاكيا (आयेशा टाकिया आजमी)، (بالإنجليزية: Ayesha Takia)‏؛ (10 أبريل 1986 -)، ممثلة هندية. اشتهرت في مجال صناعة الأفلام الهندية (بوليوود). بدأت حياتها المهنية مع فيلم Taarzan: The Wonder Car عام 2004 والتي نالت عنها جائزة فيلم فير لأفضل ممثلة صاعدة. أفضل نجاح تجاري لها كان فيلم Wanted عام 2009.

## النشأة
ولدت عائشة في مومباي، ماهاراشترا، الهند لأب هندوسي وأم غوجاراتية مسلمة.

## حياتها المهنية
بدأت حياتها المهنية كعارضة عندما كانت في الخامسة عشرة من عمرها حيث ظهرت مع شاهد كابور في الحملة الإعلانية "I am a Complan Boy! I’m a Complan Girl!" كما ظهرت في فيديو موسيقي بعنوان "Meri Chunar Udd Udd Jaye" للمغنية Falguni Pathak. عندما كانت في الثامنة عشرة ظهرت في الفيديو الموسيقي "Shake It Daddy" فجلب إليها اهتمام بوليوود تبعها بعض عروض الأفلام. وقعت عقداً للظهور في فيلم Socha Na Tha، ثم في فيلم Taarzan: The Wonder Car. ولكن كانت هناك تأخيرات في صنع Socha Na Tha وبالتالي فإن فيلم Taarzan: The Wonder Car صدر أولاً ولذا كان أول أفلامها والتي نالت عنه جائزة فيلم فير لأفضل ممثلة صاعدة .
ظهرت تاكيا بعدها في عدة أفلام غير ناجحة في شباك التذاكر إلى أن نالت اشادة النقاد لأدائها في فيلم Dor عام 2006 ونالت عنها أيضاً عدة جوائز منها جائزة نقاد زي سينما لأفضل ممثلة.
بجانب بوليوود، ظهرت تاكيا أيضاً في فيلم التيلوغو Super مع نجم توليوود أكينيني ناغارجونا ورُشحت عن أدائها لجائزة فيلمفير أفضل ممثلة - تيلوغو.
أنجح فيلم لعائشة تاكيا كان فيلم المخرج برابهو ديفا Wanted من بطولة سلمان خان الذي كان الفيلم الأعلى دخلاً لعام 2009 وتلقت تاكيا مراجعات ايجابية عن أدائها.

## حياتها الشخصية
في 1 مارس 2009، تزوجت عائشة تاكيا من فرحان عزمي وهو صاحب مطعم وابن السياسي وزعيم حزب ساماجوادي أبو عاصم عزمي في حفل زفاف إسلامي. كان من المقرر للزوجين أن يتزوجا في شهر ديسمبر 2008، ولكن الزفاف تم تأخير الزفاف بسبب هجمات مومباي عام 2008. الزوجان لديهما ابن ولد في السادس من ديسمبر عام 2013 يدعى ميكائيل. في أبريل 2014 نددت تاكيا بتصريحات والد زوجها أبو عاصم عزمي والذي دعى فيها إلى معاقبة ضحايا الاغتصاب أيضاً.

## قائمة أفلامها
| السنة | الفيلم                        | الدور            | ملاحظات أخرى |
| ----- | ----------------------------- | ---------------- | ------------ |
| 2004  | Taarzan: The Wonder Car       | بريا راكيش كابور |              |
| 2004  | القلب يريد المزيد (فيلم هندي) | شاغون            |              |
| 2004  | Socha Na Tha                  | أديتي مالهوترا   |              |
| 2005  | Shaadi No. 1                  | بهافنا           |              |
| 2005  | Super                         | سيري فالي        | فيلم تيلوجو  |
| 2005  | Home Delivery                 | جيني             |              |
| 2006  | Shaadi Se Pehle               | راني بهالا       |              |
| 2006  | Yun Hota Toh Kya Hota         | خوشبو            |              |
| 2006  | Dor                           | ميرا             |              |
| 2007  | سلام إشق (فيلم)               | غيا باكشي        |              |
| 2007  | Kya Love Story Hai            | كاجال ميهرا      |              |
| 2007  | الخداع والنهاية (فيلم هندي)   | تينا             |              |
| 2007  | Cash                          | بريتي/ريا        |              |
| 2007  | Blood Brothers                | كيا              |              |
| 2007  | No Smoking                    | أنجالي/آني       |              |
| 2008  | Sunday                        | سيهار ثابار      |              |
| 2008  | De Taali                      | أمريتا "أمو"     |              |
| 2009  | 8 x 10 Tasveer                | شيلا باتيل       |              |
| 2009  | Wanted                        | جهانفي           |              |
| 2010  | مدرسة (فيلم هندي)             | أنجالي ماثور     |              |
| 2011  | Mod                           | أرانيا ماهاديو   |              |

## الجوائز والترشيحات
| السنة | الجائزة                                         | الفئة                    | الفيلم                  | النتيجة |
| ----- | ----------------------------------------------- | ------------------------ | ----------------------- | ------- |
| 2005  | جوائز فيلمفير                                   | أفضل ممثلة صاعدة         | Taarzan: The Wonder Car | فوز     |
| 2005  | جوائز الأكاديمية الهندية الدولية للأفلام (IIFA) | نجم لأول مرة             | Taarzan: The Wonder Car | فوز     |
| 2005  | سابسي المفضل                                    | البطلة المفضلة           | Taarzan: The Wonder Car | فوز     |
| 2007  | جوائز نجم الشاشة                                | جائزة النقاد لأفضل ممثلة | Dor                     | فوز     |
| 2007  | جوائز زي سينما                                  | جائزة النقاد لأفضل ممثلة | Dor                     | فوز     |
| 2007  | جوائز ستاردست                                   | أفضل ممثلة مساعدة        | Dor                     | فوز     |
| 2007  | جوائز الاتحاد                                   | أفضل ممثلة               | Dor                     | فوز     |

## وصلات خارجية
- عائشة تاكيا على موقع IMDb (الإنجليزية)
- عائشة تاكيا على موقع ألو سيني (الفرنسية)
- عائشة تاكيا على موقع أول موفي (الإنجليزية)
- عائشة تاكيا على موقع قاعدة بيانات الفيلم (الإنجليزية)
- عائشة تاكيا على موقع كينوبويسك (الروسية)